# 신질서 (인도네시아)
신질서(인도네시아어: Orde Baru)란 인도네시아의 제2대 대통령 수하르토가 1966년 권력을 잡으면서 자신의 체제를 일컬은 명칭이다. 수하르토는 자신을 "신질서"라고 칭하면서 전임자인 수카르노의 체제를 "구질서"(인도네시아어: Orde Lama)라 칭했다. 오늘날 "신질서"라는 용어는 수하르토의 통치 시기(1965년 ~ 1998년)와 거의 동의어로 사용된다.